# James Weidenhammer
James A. Weidenhammer (Allentown, Pensilvânia, 1 de março de 1918 – Poughkeepsie, 26 de janeiro de 2013) foi um engenheiro de computadores estadunidense.
Weidenhammer estudou engenharia mecânica na Universidade Lehigh e foi a partir de 1938 engenheiro da IBM em seu laboratório de desenvolvimento em Endicott. A partir de 1949 trabalhou no centro de desenvolvimento da IBM em Poughkeepsie, onde foi responsável pelo desenvolvimento da unidade de fita para o IBM 701, o IBM 726. Com Walter Buslik desenvolveu a Vacuum Column, que possibilitou a utilização de fitas magnéticas como armazenadores de dados, pois eram necessárias grandes acelerações da fita na partida e parada. Por isto a fita magnética não podia ser danificada. Weidenhammer e Buslik conseguiram isto mediante aspiração com um vácuo semelhante a um aspirador de pó.
Recebeu com outros o Prêmio Pioneiro da Computação de 1989. Em 1964 foi eleito IBM Fellow.

## ligações externas
- Computer Pioneer Award
- IBM 100: Magnetic Tape Storage
- Kurzer Nachruf